# The Bronze Bell
The Bronze Bell er en amerikansk stumfilm fra 1921 af James W. Horne.

## Medvirkende
- Courtenay Foote som Har Dyal Rutton / David Ambert
- Doris May som Sophia Farrell
- John Davidson som Salig Singh
- Claire Du Brey som Nairaini
- Noble Johnson som Chatterji
- Otto Hoffman som La Bertouche
- Gerald Pring som Darrington
- C. Norman Hammond som Farrell
- Howard Crampton som Dogger
- Fred Huntley som Maharajah